# NGC 787
NGC 787 est une vaste galaxie spirale située dans la constellation de la Baleine. NGC 787 a été découverte par l'astronome allemand Christian Peters en 1865.

## Caractéristiques
Sa vitesse par rapport au fond diffus cosmologique est de 4 484 ± 18 km/s, ce qui correspond à une distance de Hubble de 66,1 ± 4,6 Mpc (∼216 millions d'al).
La classe de luminosité de NGC 787 est II.
Selon la base de données Simbad, NGC 787 est une galaxie LINER, c'est-à-dire une galaxie dont le noyau présente un spectre d'émission caractérisé par de larges raies d'atomes faiblement ionisés.
En raison d'une brillance de surface égale à 14,59 mag/am2, on peut qualifier NGC 787 de galaxie à faible brillance de surface (LSB en anglais pour low surface brightness). Les galaxies LSB sont des galaxies diffuses (D) avec une brillance de surface inférieure de moins d'une magnitude à celle du ciel nocturne ambiant.